# Parc national de Miguasha
Le parc national de Miguasha est un parc de protection d'un site fossilifère du Québec au Canada.
Le premier fossile a été découvert en 1842. Depuis 1880, des milliers de spécimens ont été récoltés dans la falaise de Miguasha.
Le parc, créé en 1985, est géré par la Société des établissements de plein air du Québec (SÉPAQ). Il a été reconnu, en 1999, site naturel du Patrimoine mondial de l'UNESCO.

## Toponymie

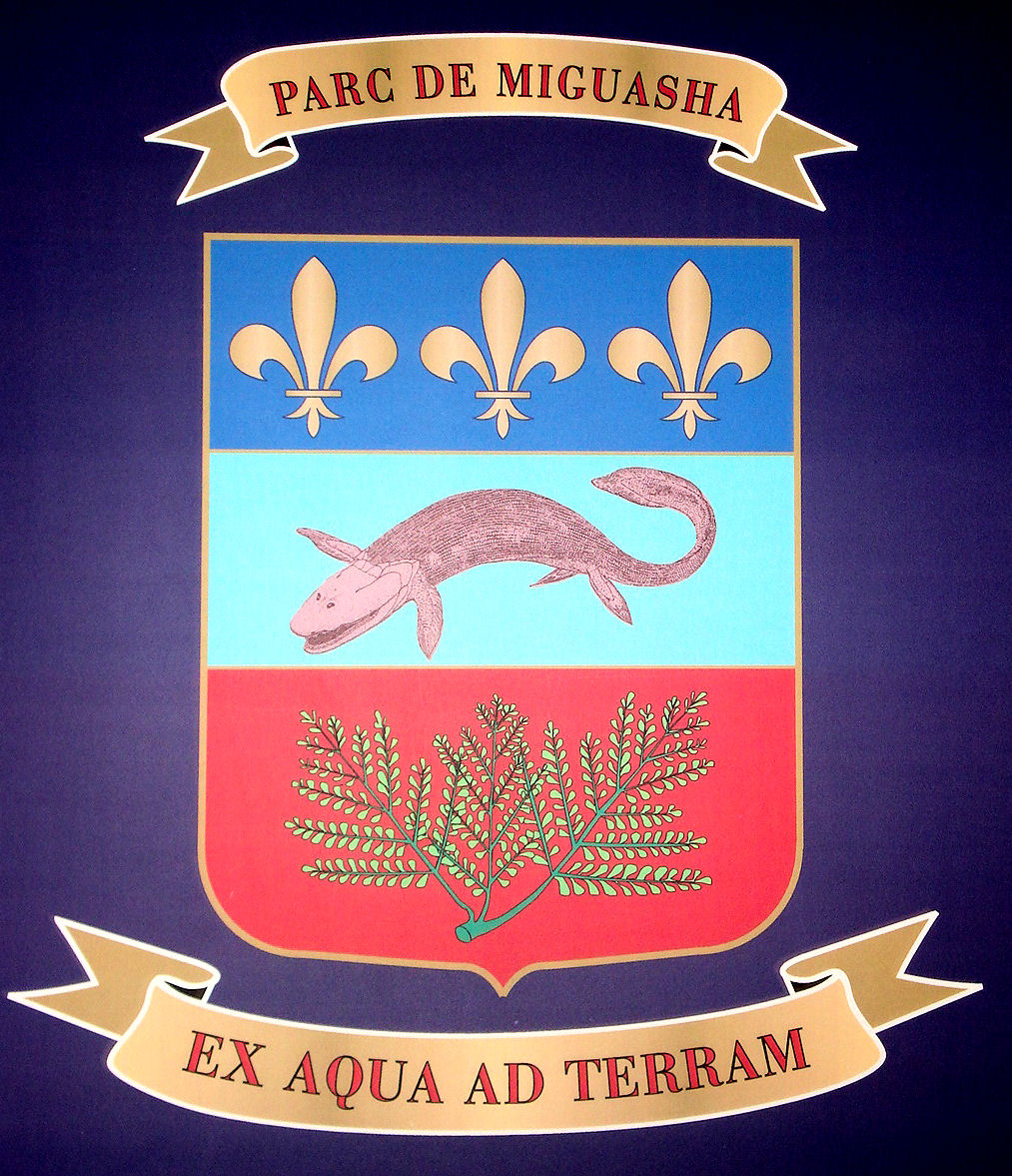
Blason de Miguasha.

Le nom du parc national provient de la pointe de Miguasha qui est située à l'ouest du parc. Le nom provient du micmac Megouasag, qui signifie « terre rouge » sans doute en référence à la couleur des falaises. La pointe fut mentionnée la première fois en 1724 sous le nom de « Pointe de Coucha » et « Pointe Plate ». À la suite de la bataille de la Ristigouche qui s'était tenue tout près, la pointe fut renommée « Morne de Barrington » ou « Barrington Bluff ». Le nom de la pointe apparaît aussi sous le nom de « Point Nicoucha » en 1831, « Point Maguasha » en 1847, « Migouache Point » en 1861 et finalement « Pointe Megouacha » en 1905.

## Géographie
Le parc de Miguasha est le plus petit parc national du Québec avec une superficie de 87,3 ha. Il comprend la falaise de Miguasha ainsi qu'un musée d'histoire naturelle. Le parc est situé dans les municipalités de Nouvelle et d'Escuminac, toutes deux situées dans la municipalité régionale de comté d'Avignon et la région de la Gaspésie–Îles-de-la-Madeleine.
Le parc partage ses limites avec deux habitats fauniques, soit l'aire de concentration d'oiseaux aquatiques de la Pointe à Fleurant 191204 (353 ha) au sud et l'aire de concentration d'oiseaux aquatiques d'Escuminac-Flats 19-12-05 (419 ha) au sud-est. Une zone périphérique de 775 ha située en territoire privé interdit la prospection minière et les activités d'excavation.

## Histoire

### Découverte et premières expéditions
À la recherche de charbon, Abraham Gesner, le médecin et géologue inventeur du kérosène, découvre les fossiles en 1842, alors qu'il travaille comme premier géologue provincial du Nouveau Brunswick.  Sans  potentiel d'extraction de charbon, Miguasha est délaissé. 
Ce n'est que 37 ans plus tard que la Commission géologique du Canada s'y intéresse : entre 1879 et 1881,    plusieurs expéditions à Miguasha permettent d'ajouter des spécimens à sa collection.  L'équipe comprend le géologue Robert Wheelock Ells, le paléontologue Arthur Foord et Thomas Weston, premier adjoint du musée de la Commission.
William Dawson, de McGill, et Joseph Whiteaves, paléontologue de la Commission étudient les spécimens de fossiles recueillis. En 1881, Whiteaves nomme Eusthenopteron foordi en l’honneur de Foord.
En 1937, René Bureau, du service des Mines du Québec, monte la première collection de fossiles de Miguasha pour le gouvernement du Québec. La province acquiert le site en 1970 et en fait en 1985 un parc de conservation et un site protégé. C'est en juin 1991 que le centre d'interprétation ouvre ses portes, en présence du paléontologue suédois Érik Jarvik. spécialiste des fossiles du site, en particulier, l'Eusthenopteron foordi.

## Géologie
La formation du site est intimement liée à la formation des Appalaches qui sont dues à la fermeture de l'océan Iapetus. Durant le maximum de l'orogenèse acadienne, qui s'est produit entre 385 et 395 millions d'années, le continent Laurentia est entré en collision avec Baltica et le microcontinent Avalonia, formant une impressionnante chaîne de montagnes. L'érosion de ces montagnes fut à la source des sédiments de Miguasha.

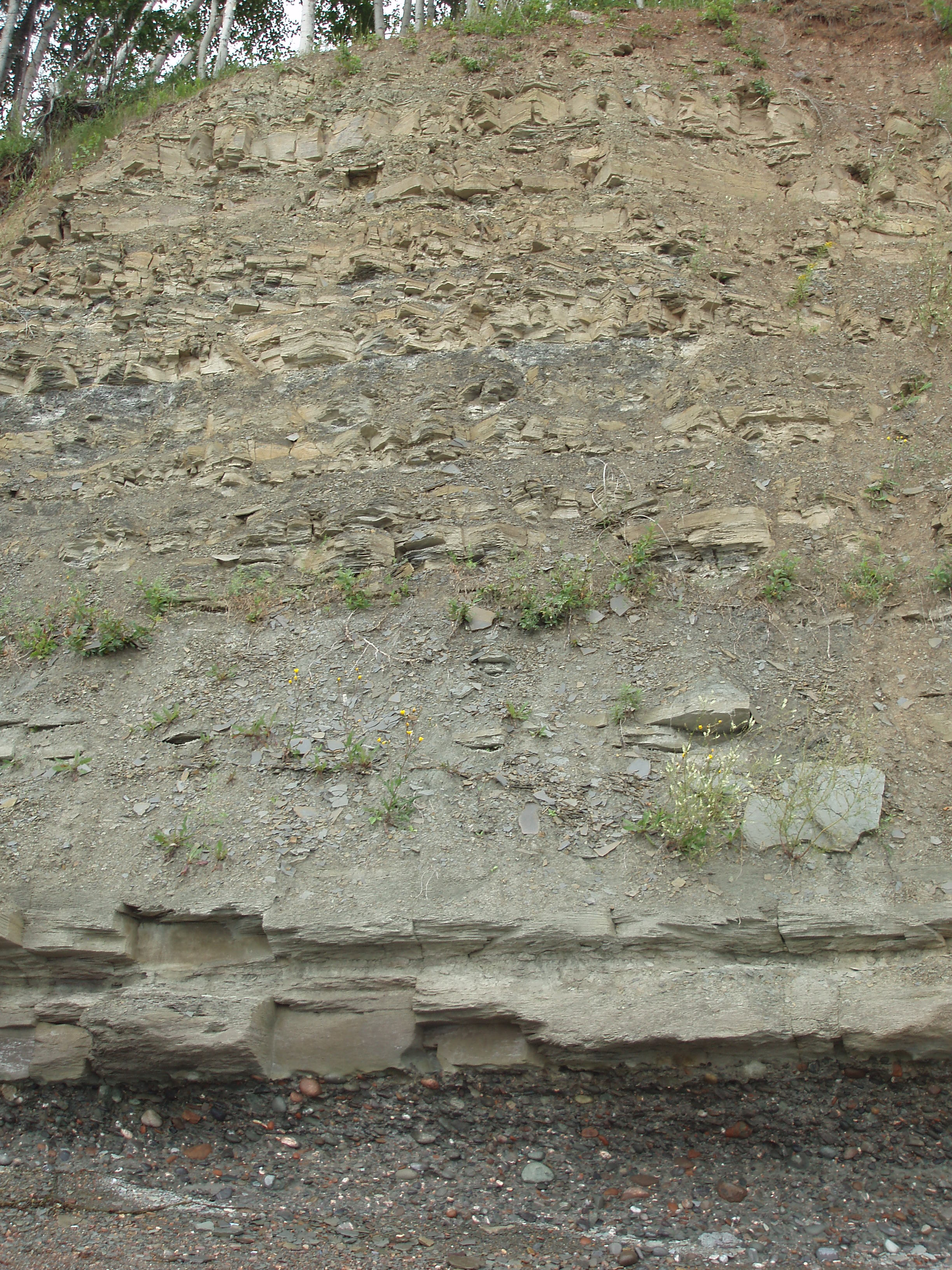
Les formations Fleurant (en bas) et d'Escuminac (en haut) dans la falaise de Miguasha.

Le parc comprend deux formations géologiques, soit les formations de Fleurant et d'Escuminac. Ces deux formations sont toujours associées dans le groupe de Miguasha. Elles font surface à deux autres sites de la Gaspésie près de Nouvelle et de New Richmond. La formation inférieure, celle de Fleurant, est composée de conglomérats, cailloux, galets et roches enchâssées dans une matrice de sable, d'une épaisseur d'environ 20 mètres et elle n'a pas de fossile. Son âge est imprécis, mais est estimé à la fin du Dévonien moyen au début du Dévonien supérieur.

### Formation d'Escuminac
La formation d'Escuminac est une formation d'une épaisseur d'environ 120 m composée de grès et de laminite. L'âge de ces sédiments est estimé par l'étude des spores au milieu du Frasnien, il y a 380 millions d'années. Les sédiments étaient à l'origine associés à ceux d'un lac comme pour les Old Red Sandstones d'Écosse. Cependant, des études plus poussées à partir des années 1980 mirent en doute cette hypothèse. La présence de fossiles de vers polychètes et du placoderme Plourdosteus sont plus associés aux milieux marins du Dévonien. On pense aujourd'hui que Miguasha correspondait à un estuaire marin d'un fleuve comparable à celui du Mississippi ou de l'Amazone.
Le grès correspond au moment où le courant était le plus puissant. La base de ses couches présente souvent des moulages de flûtes et des traces d'objets trainés correspondant à un courant turbulent. Quant aux couches de laminites, elle correspondent à des couches d'argiles qui se sont déposés dans un milieu beaucoup plus calme. Ces dernières sont généralement très fossilifères.

## Valeur historique

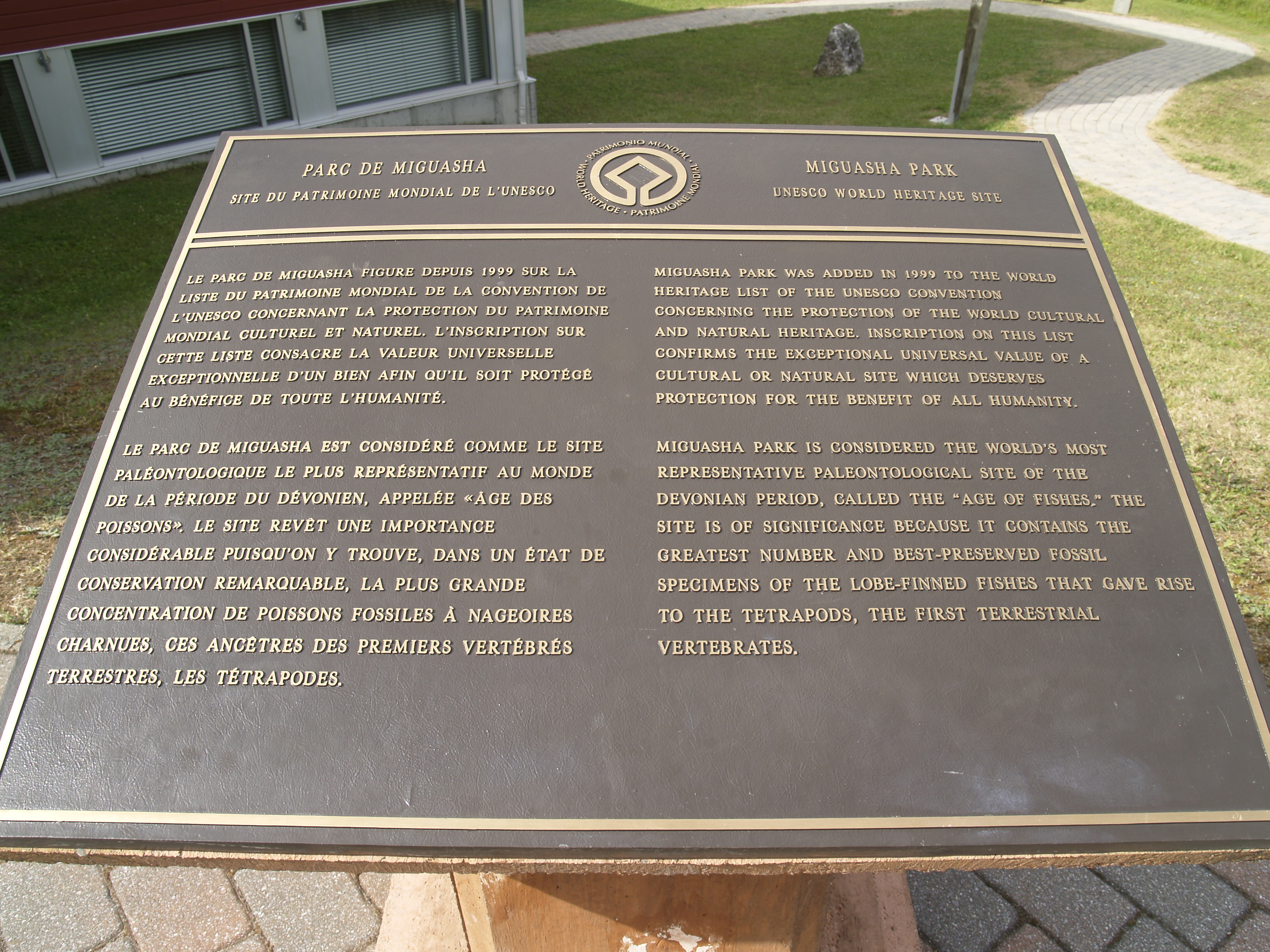
Entrée au musée de Miguasha, plaque de l'Unesco.

Les fossiles sont les témoins d'une vie antérieure ancienne. Les espèces animales et végétales ont évolué. La terre a aussi bougé.
La falaise de Miguasha nous renseigne sur la période dévonienne, il y a 380 millions d'années. Là, « coulait un estuaire sous un climat équatorial et, au loin, se dressaient les cimes d'une jeune chaîne de montagnes (les Appalaches). En bordure de cet estuaire poussait une forêt d'arbres primitifs où vivaient scorpions et autres arthropodes terrestres. Au gré des courants et des marées, une faune diversifiée de poissons vivait dans les eaux tièdes de cet estuaire. Certains poissons étaient dotés d'épines rigides; d'autres étaient protégés par une carapace ossifiée. D'autres avaient des poumons et des nageoires paires lobées leur permettant de franchir de courtes distances hors de l'eau. L'acquisition de ces nageoires représente une des plus importantes étapes de l'évolution, soit celle de la transition entre les poissons et les tétrapodes ».
À ce jour, la « Formation d'Escuminac » a livré quelque 21 espèces de poissons, des invertébrés et une dizaine d'espèces de plantes fossiles qui vivaient dans un environnement estuarien, il y a 380 millions d'années. Les fossiles de poissons découverts sur ce site représentent 5 des 6 grands groupes de poissons qui vivaient au Dévonien, d'où la reconnaissance du site comme le plus représentatif, à l'échelle de la planète, de cette période connue comme étant l’Âge des poissons. Le seul groupe absent est celui des Chondrichthyens, les poissons cartilagineux, une famille qui comprend entre autres les requins.
La notoriété du site de Miguasha repose également sur la variété, la quantité et la qualité de préservation des fossiles. En termes de quantité, un relevé effectué en 1998 a permis d'inventorier plus de 14 200 fossiles provenant de la falaise gaspésienne. Un peu plus de la moitié des fossiles sont conservés dans la collection du parc, soit près de 12 000 fossiles, alors que les 8000 restant sont répartis dans différentes collections de 33 musées, universités et centres de recherche de neuf pays. Au niveau de la qualité de conservation, les fossiles de Miguasha jouissent d'une grande réputation. Non seulement, y trouve-t-on des spécimens complets, des spécimens fossilisés en trois dimensions, mais également des parties molles fossilisées comme du cartilage, des excréments, des empreintes de branchies ou des traces de vaisseaux sanguins et de nerfs.
Patrimoine reconnu internationalement, le parc a fourni plus de 15 000 spécimens faisant partie de collections distribuées dans le monde entier. 

## La faune

### Lesagnathes
Les agnathes sont des poissons sans mâchoires; ils constituent les plus anciens vertébrés apparus dans l'évolution des espèces. Quatre espèces sont présentes dans les sédiments de Miguasha : Endeiolepis aneri, Euphanerops longaevus, représentant les Anaspida Escuminaspis laticeps, et Levesquaspis patteni représentant les Osteostraci. Du point de vue évolutif, deux espèces appartenant au groupe des Osteostraci sont les derniers représentants de ce groupe.
Chez l'une de ces espèces, Escuminaspis laticeps, qui a été décrite en 2004, on retrouve le premier endosquelette d'une nageoire paire chez les vertébrés. Le patron consiste en une seule plaque faite de cartilage calcifié contredisant la théorie voulant que ce support endosquelettique consiste en plusieurs éléments appelés radiaux. Cette découverte est une étape importante dans la compréhension de l'évolution des nageoires qui vont, par la suite, évoluer pour donner finalement les membres des tétrapodes.
Quant aux deux formes « d'anaspides », leurs présences à Miguasha a de quoi étonner. À l'exception de quelques écailles trouvées dans le Dévonien inférieur, les deux espèces Euphanerops longaevus et Endeiolepis aneri sont les toutes dernières représentantes de ce groupe qui a connu son apogée au Silurien. Les deux espèces présentes dans la faune de Miguasha sont les dernières à avoir vécu. De nos jours, seules survivent chez les agnathes, les lamproies et les myxines.

### Lesplacodermes
Les placodermes sont des poissons à plaques osseuses (qui couvre le devant de leur corps un peu comme une carapace) qui ont dominé les eaux dévoniennes; ils ont presque complètement disparu à la fin de la période. Les deux espèces de Miguasha sont le Bothriolepis canadensis, un antiarche et Plourdosteus canadensis, un arthrodire.

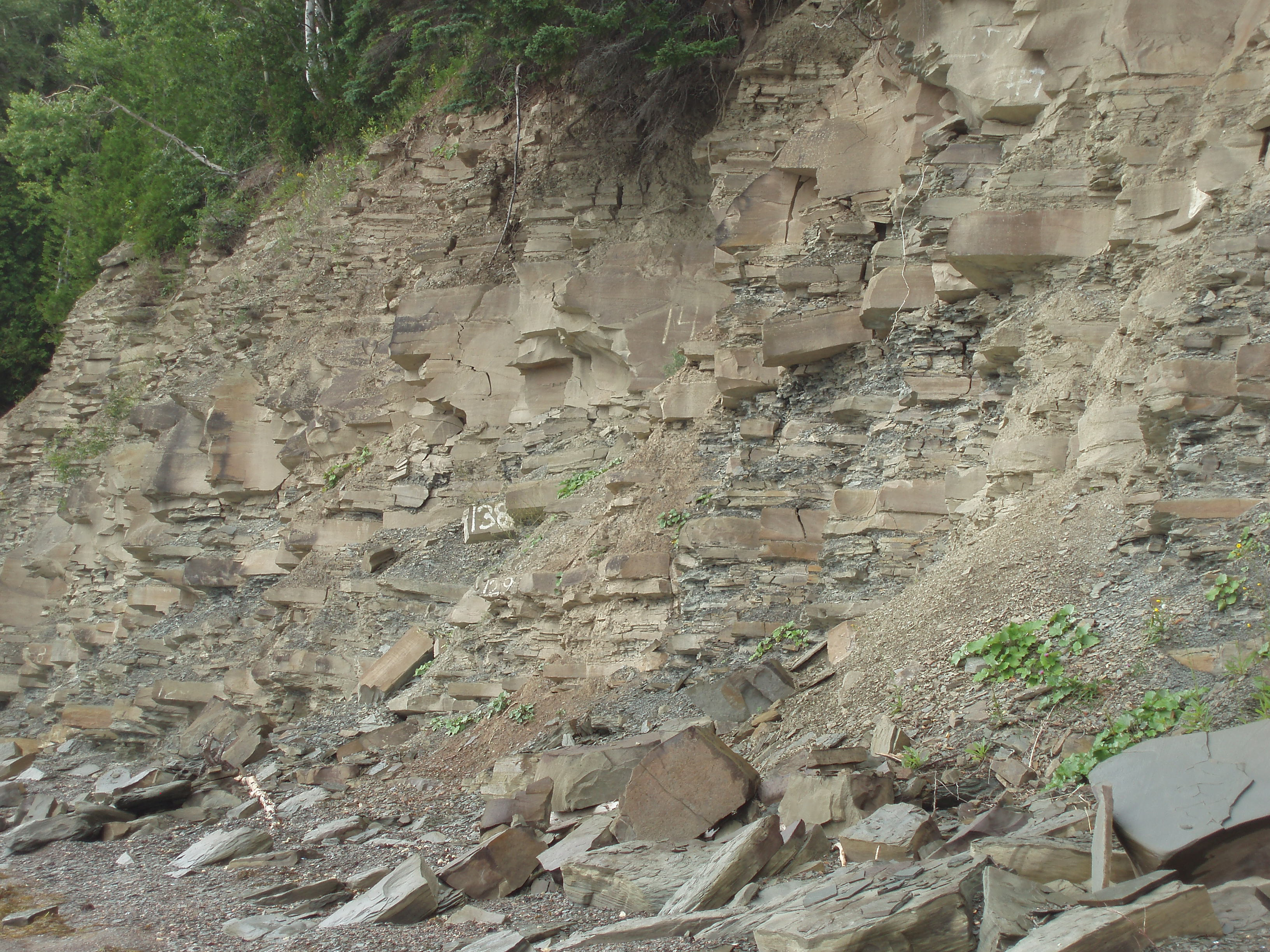
Affleurement des couches dévoniennes fossilifières.

L'état de conservation à l'intérieur de la formation géologique d'Escuminac est tel qu'on a retrouvé chez des spécimens du  Bothriolepis  des traces de vaisseaux sanguins conservés sous des plaques osseuses thoraciques et sur les nageoires pectorales. Cela nous est confirmé par une étude réalisée en 2004. Alors que les reconstitutions de ce poisson indiquaient un poisson plat adapté à un mode de vie benthique, cette étude démontre que ce poisson n'était pas plat, mais que son armure dorsale était plus bombée et que son crâne était plus accentué vers l'avant tout comme chez celui en provenance de Gogo, en Australie.
Quant au Plourdosteus, c'était un prédateur bien adapté avec des mâchoires dépourvues de dents comme telles mais qui avait des plaques gnathales (gr. gnathos = mâchoire) ossifiées à la mâchoire supérieures qui venaient s'appuyer sur l'os de la mâchoire inférieure, l'inferognathal. Cet ensemble de  plaques avec leurs zones occlusives agissaient comme de véritables ciseaux. C'est à l'intérieur des arthrodires que les plus grands prédateurs marins du Dévonien ont existé. Le plus connu étant sans doute le Dunkleosteus qui vivait dans les mers chaudes qui recouvraient la région actuelle de l'Ohio.

### Lesacanthodiens
Les acanthodiens étaient de petits poissons qui possédaient des épines rigides en position ventrale et dorsale. Ils ont vécu sur une longue période de temps — du  Silurien au Permien — mais sont demeurés très peu diversifiés. Les quatre espèces : Diplacanthus ellsi, Diplacanthus horridus, Homalacanthus concinnus, Triazeugacantus affinis sont retrouvées à Miguasha.

### Lesactinoptérygiens
La nageoire à rayons est la principale caractéristique des poissons actinoptérygiens. Le Cheirolepis canadensis  figure parmi les plus anciens et il est reconnu comme le clade le plus primitif de ce groupe qui, aujourd'hui, réunit plus de 25 000 espèces de poissons.

### Lessarcoptérygiens

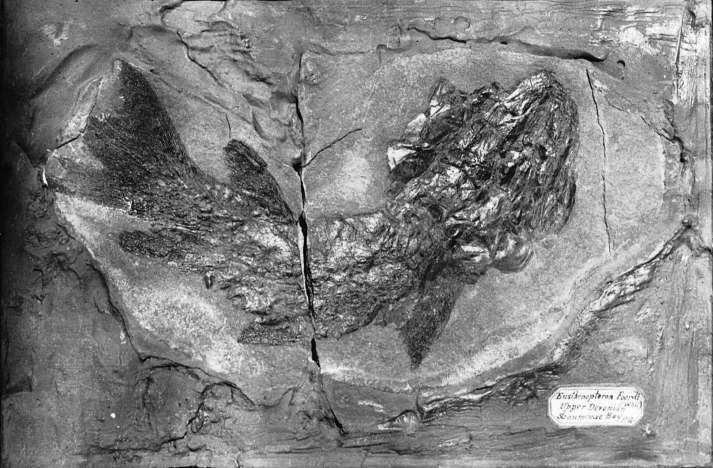
Fossile de Eusthenopteron foordi.

Les sarcoptérygiens constituent le groupe de poissons qui explique la transition entre le milieu aquatique et le milieu terrestre chez les vertébrés, par l'apparition des membres. En effet, on retrouve dans ce groupe une nageoire pectorale osseuse formée de l'humérus, du radius et de l'ulna alors que la nageoire pelvienne est constituée du fémur, du tibia et du péroné. Le poisson Eusthenopteron foordi a été, pendant un siècle, considéré comme un chaînon entre les poissons et les tétrapodes. Neuf espèces de sarcoptérygiens sont retrouvés à Miguasha : Miguashaia bureaui considéré comme un des cœlacanthes les plus primitifs, Scaumenacia curta, Fleurantia denticulata représentent les poissons à poumons ou dipneustes, Holoptychius jarviki, Quebecius quebecensis et un holoptychiidae gen. et sp. indét., représentent les porolépiformes, Eusthenopteron foordi et Callistiopterus clappi  représentent les osteolepiformes et finalement Elpistostege watsoni qui fait partie des élpistostégaliens considérés parfois comme le groupe frère des tétrapodes.

### Lesinvertébrés
La faune d'invertébrés de Miguasha comprend Petaloscorpio bureaui, l'un des plus vieux scorpions terrestres connus qui pouvait atteindre 30 centimètres de long. Des euryptérides d'un mètre de long figurent parmi les sept autres espèces d'invertébrés de la formation de Escuminac. Mais aussi, un millipède du nom de Zanclodesmus Willetti en l'honneur du patrouilleur qui l'a découvert en 2003 soit Jason Willett.

## La flore
Une dizaine d'espèces de plantes fossiles sont présentes, de même que 88 espèces de spores. Le genre le plus représentatif de cette flore est l'Archaeopteris, cet arbre primitif qui compose à l'époque les premières forêts du Dévonien. Les feuilles de ce dernier ressemblent d’ailleurs énormément à celles des fougères.

## Un nouveau musée d'histoire naturelle

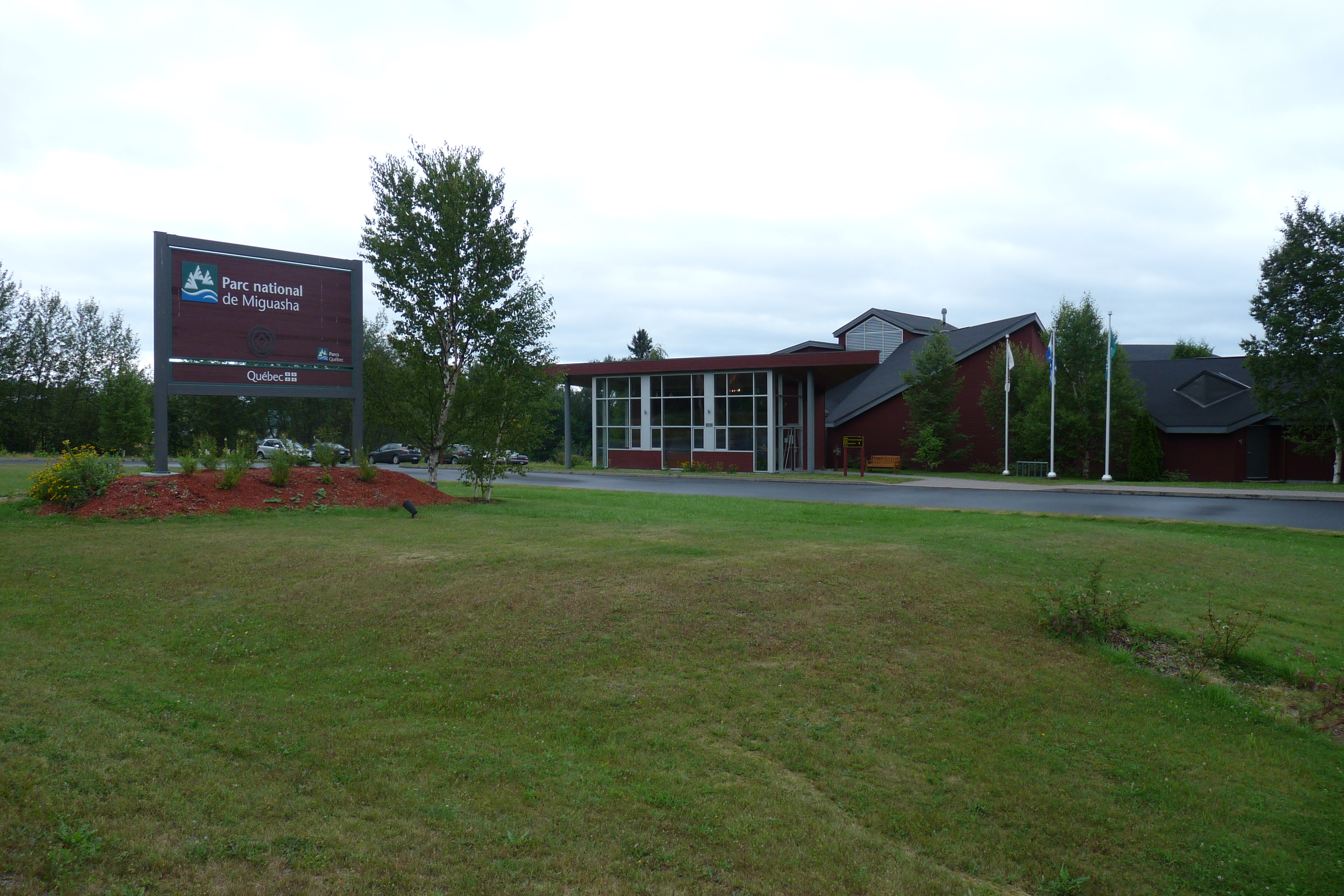
Bâtiment du musée de Miguasha.

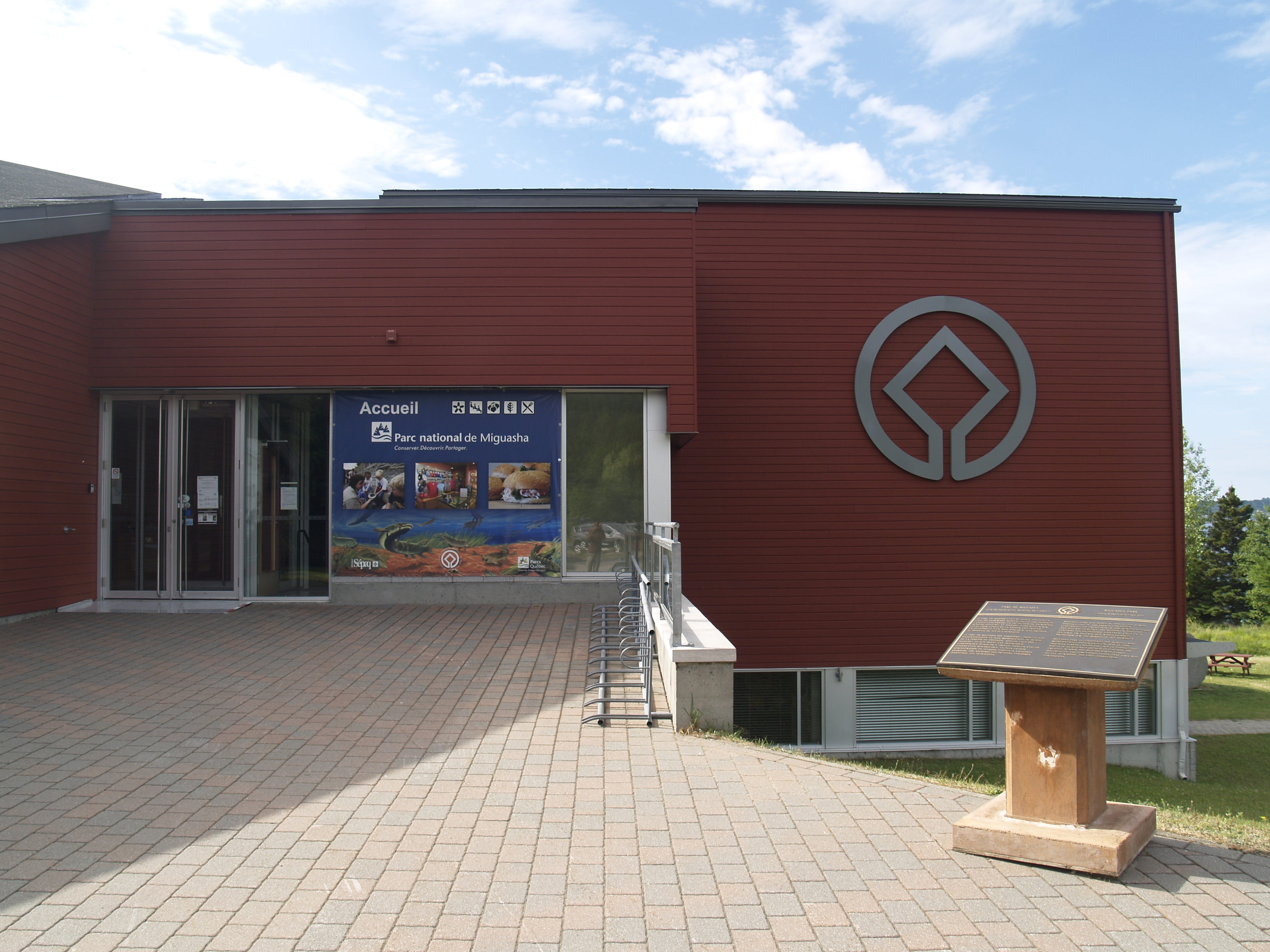
Entrée au musée de Miguasha.

En juin 2003, un nouveau musée d'histoire naturelle dont la construction aura coûté au-delà de 5 millions de dollars, ouvre ses portes et présente aux visiteurs de ce parc national faisant partie du réseau de Parcs Québec, une exposition renouvelée mettant en valeur ce site exceptionnel. En plus d'une exposition permanente, une salle d'exposition temporaire présente des expositions itinérantes reliées aux domaines des sciences et d'histoire naturelles.

Logo.

Pour la recherche scientifique l'on y retrouve deux nouvelles salles de collection dont une réservés aux types et aux figurés et une autre qui se veut une salle pour la Collection stratigraphique des fossiles tant invertébrés que vertébrés du Québec. La base de cette collection stratigraphique est la Collection Saint-Gelais.  Rappelons que M. Philippe Saint-Gelais est un autodidacte passionné de sciences naturelles en général mais, en 1966, il découvre ses premiers fossiles, des crustacés trilobites. Dès lors, sa passion pour cette science ne se démentira plus.
Véritable pionnier de la paléontologie au Saguenay–Lac-Saint-Jean, Philippe Saint-Gelais a été le premier à l'aborder de façon méthodique et rigoureuse. En une vingtaine d'années, il réussit à rassembler plus de 2 000 spécimens fossilisés, dont certains sont uniques. Cela témoigne bien de la diversité de la faune marine ayant vécu ici il y a 450 millions d'années. Cette collection de référence à valeur scientifique reconnue a été documentée à force de passion, de patience et avec toute la rigueur scientifique requise. Il a exploré les sols fossilifères, classé les spécimens, consulté des ouvrages et des spécialistes pour en arriver à constituer un patrimoine scientifique unique.
Très riche d'enseignement, la collection Saint-Gelais fait aujourd'hui partie de la collection paléontologique du Québec et certaines de ses pièces sont intégrées à l'exposition itinérante sur le patrimoine paléontologique québécois. La contribution de Philippe Saint-Gelais au monde scientifique est indéniable et ses travaux continuent d'alimenter les recherches. Des chercheurs ont souligné son apport en nommant une espèce de trilobite de son nom : le Walencrinuroides gelaisi. C'est un hommage qui rejaillit sur tous ces autodidactes amoureux de la connaissance. Le parc national de Miguasha est fier de l'acquisition de cette prestigieuse collection stratigraphique.
Des laboratoires de préparation très spécialisés dans la préparation mécanique et chimique font également partie du nouveau musée ainsi que des facilités d'accueil pour des chercheurs étrangers qui voudraient faire des stages de recherche ont également été prévues. Une résidence est même disponible pour ces chercheurs ou stagiaires étrangers.
Le Musée d'histoire naturelle du parc national de Miguasha permet de découvrir ces poissons, nos lointains ancêtres qui ont acquis et transmis à leur descendance des caractères anatomiques et morphologiques leur ayant permis de sortir de l'eau. Cette sortie des eaux sera une page importante dans l'histoire de nos origines. Après des millions d'années d'évolution, à partir de ces poissons, l'Homme fera ses premiers pas sur la planète...

## Recherche universitaire
Afin de bien comprendre les découvertes fossiles faites au parc national de Miguasha, un partenariat étroit avec l'Université du Québec à Rimouski, plus particulièrement avec le laboratoire de paléontologie et de biologie évolutive et son directeur le paléontologue Richard Cloutier ,,,,,a été établi. Certaines recherches, notamment en paléontologie virtuelle, se font également entre le laboratoire et le centre de développement et de recherche en imagerie numérique .

### Bothriolepis canadensis
En 2014, les auteurs Isabelle Béchard, Félix Arsenault, Richard Cloutier et Johanne Kerr ont publié un article dans le périodique Palaeontologia Electronica mettant en vedette le placoderme Bothriolepis canadensis. Une reconstruction en trois dimensions complète du spécimen a été faite grâce à la tomodensitométrie et l'analyse numérique et virtuelle du spécimen (performée au CDRIN par Béchard). 

### Acanthodiens
En 2015 dans le périodique Biology Letters, la chercheuse Marion Chevrinais et le chercheur Richard Cloutier, du laboratoire de paléontologie et de biologie évolutive, redécrivent les espèces Scaumenella mesacanthi et Triazeugacanthus affinis de la formation d'Escuminac de Miguasha en intégrant des critères de biologie développementale et d'ontogénie .

### Elpistostege watsoni
Cet elpistostegalien mis au jour très récemment a été découvert également au parc national de Miguasha. Des recherches préliminaires menées par Béchard et Cloutier ont été faites en 2014 permettant d'emettre l'hypothèse comme quoi cette espèce serait le poisson le plus proche parent des premiers tétrapodes. Actuellement, une équipe du laboratoire de paléontologie et de biologie évolutive étudient le poisson et tout ce qu'il peut cacher.
Plusieurs autres recherches ont été menées et sont actuellement menées par le laboratoire de l'UQAR avec les spécimens fossiles de Miguasha.